# 風のレーサー侠
『風のレーサー俠』（かぜのレーサーおとこぎ）は、徳田ザウルスによる少年漫画。また、ポスターおよびチラシのみの連載として『風のレーサー俠 外伝』が存在する。

## 概要
『ダッシュ!四駆郎』連載終了後の次のミニ四駆マンガであり、『月刊コロコロコミック』（小学館）に連載。てんとう虫コミックスより発刊。全1巻。全3話で構成される。また、コミックには『華のレーサーザウルス』が収録されている。
本作のキャラクターは、iOS/Androidアプリ『ミニ四駆 超速グランプリ』に追加されている。

## 登場人物
俠 仁義（おとこぎ じんぎ）
風のレーサー。風法師（後に、木のレーサーと判明）に、リバティーエンペラーを託される。
使用マシン：自由皇帝（リバティーエンペラー/『ダッシュ!四駆郎』で四駆郎が使用するリバティエンペラーとはまったく別のマシンであり、デザインはホライゾン・バウンドレスに近い。）
トム・ゴディ
火のレーサー。発掘した、スパイダー・フロム・マースの呪いによって悪のレーサーに変貌。俠仁義の初の対戦相手となる。敗戦後、呪いが解けて仲間になる。（引き続き、同マシンを使用）
使用マシン：スパイダー・フロム・マース（商品名はトム・ゴディ スペシャル）
速水 怜（はやみ りょう）
水のレーサー。
使用マシン：ポセイドンX
風法師（かぜほうし）
木のレーサー。
使用マシン：不明
土のレーサー（つちのレーサー）
土のレーサー。本名は作品内に登場せず。
使用マシン：パングエア
金のレーサー（きんのレーサー）
金のレーサー。本名は作品内に登場せず。
使用マシン：メタル・フォース
暗黒皇帝（あんこくこうてい）
伝説の5レーサーと敵対する。少年たちの夢を食い物にしようとしている。
使用マシン：暗黒皇帝（ダークサイドエンペラー）

## 風のレーサー俠 外伝
『風のレーサー俠』の続編で『真ダッシュ!四駆郎』と同じく、ポスターおよびチラシのみの連載としてのみ存在する。チラシ連載では両面刷で、ミニ四駆キットの中に同封されていた。この漫画も現時点で最後であるNo.17で話が完結しておらず、未完の作品となっている。この作品に登場した小覇龍（シャオバイロン）、ビッグ･バン･ゴーストは後にキット化された。

### 登場人物
俠 仁義
マシンは引き続きリバティーエンペラーを使用する。
速水 怜
マシンは引き続きポセイドンXを使用する。
トム・ゴディ
トムゴディスペシャルを使用していたが、謎の男によってマシンを破壊される。No.15、16のみ登場。
大日向 白郎（おおひなた はくろう）
草レース最強の男と謳われている男。幽鬼男爵との決戦前に小白龍を失う。以降は小覇龍を使用する。一度は幽鬼男爵に敗れるが男気（マンダム）ステアリングを小覇龍に仁義の手で組み込んでもらい、幽霊男爵に勝利する。
使用マシン：小白龍（シャオパイロン）、小覇龍（シャオバイロン）
幽鬼男爵（バロンゴースト）
大日向に勝負を申し込んでいた男。一度は小覇龍に勝利したが男気ステアリングを組み込んだ小覇龍との再戦に敗れた。
使用マシン：ビッグ･バン･ゴースト
謎の男
怪しい仮面を被り、日本風の鎧を着ている男。彼との勝負で無事に戻れたマシンは無く、トムゴディスペシャルをマシンの極限の力を引き出して破壊した。使用マシンはスーパーミニ四駆タイプだが名前は明らかになっていない。彼とのレースが始まったところで連載は中断してしまった。